# Oulad Ghanem
Oulad Ghanem (en àrab أولاد غانم, Ūlād Ḡānim; en amazic ⵡⵍⴰⴷ ⵖⴰⵏⵎ) és una comuna rural de la província d'El Jadida, a la regió de Casablanca-Settat, al Marroc. Segons el cens de 2014 tenia una població total de 24.775 persones.